# Kálmán Lajos
Kálmán Lajos (Szabadszállás, 1921. szeptember 5. - Kecskemét, 1999. november 7.) főiskolai ének-zene tanár, Életfa-díjas népzenekutató, orgonaművész, zeneszerző, Kecskemét város díszpolgára. Kálmán Lajos nagy tudású polihisztor volt, azonban önmagát szerényen „igric-tanár”-nak nevezte. Kálmán Lajos életművében fellelhető a népdalgyűjtés, a népzene kutatás, az oktatás és a pedagógiai tevékenység, mindezekkel együtt küldetésének tartotta a népzene terjesztését, a kórusvezetői-, kórus szervezői és zeneszerzői szolgálatot, az egyházi zeneanyanyelv kutatását, egyházi zeneszerzői és református presbiteri tevékenységet.

## Élete
Kálmán Lajos 1921-ben született Szabadszálláson. Édesapja, id. Kálmán Lajos, szabadszállási főjegyző volt, édesanyja György Etelka tanítónő. Nagyapja, id. Kálmán Farkas (1838-1906) szabadszállási segédlelkész, majd 1885-től gyomai református lelkész, zenetörténész és zeneszerző volt. Nagyapjának két dallam szerzeménye benne van az 1948-ban kiadott református Énekeskönyvben, 276. Egyedüli reményem, 345. Ím, nagy Isten, most előtted.
Az elemi iskola első négy osztályát Szabadszálláson végezte, második elemiben kezdett zongorázni tanulni. Majd a Debreceni Református Kollégium diákja lett, ahol a híres Kántusában énekelt. Kodály Zoltán műveivel itt, debreceni kisdiák korában találkozott először. A gimnázium 5. osztályát a Lónyai utcai Budapesti Református Gimnáziumban folytatta, mivel a család a fővárosba költözött. Az iskola énekkarában énekelték a” Székely keserves” c. művet, amelyet Kodály Zoltán e gimnázium fiú vegyeskar számára komponált. Gimnáziumi tanulmányait kitűnő érettségivel fejezte be, majd családja kívánságára a Budapesti Királyi Magyar Pázmány Péter Tudományegyetem jog- és államtudományi karára iratkozott be 1939-ben. Az első évfolyamot kiváló eredménnyel zárta, azonban egyre jobban erősödött benne elhívatottsága a néprajz és a népzene iránt, így tanulmányait 1940-től a Bölcsészettudományi Karon történelem, földrajz és néprajz szakon folytatta, majd emellett a Zeneakadémia énektanári és orgonaművész szakát is elvégezte. A bölcsészkari gyakorló évek után 1947-ben szerezte meg tanári diplomáit.
Professzorai közül a történettudomány és a szociológia kapcsolatait is elemző Hajnal István akadémikusra, Viski Károly etnográfus akadémikusra és Alföldi András ókor-tudósra emlékezett legnagyobb tisztelettel. A Zeneakadémián Zalánfy Aladár volt orgona, Gaál Endre a zongora tanára. A később Kossuth-díjas Viski János zeneszerző főiskolai tanár és Vásárhelyi Zoltán karvezetés tanára erősen hatott rá. Sugár Rezsőnél a Nemzeti Zenedében zeneszerzést is tanult. Kodály Zoltán óráira bejárt, de nem vizsgázott nála. „Kodály Zoltán műveinek és lenyűgöző személyiségének hatása alatt olyan élethivatásra igyekeztem rátalálni, ahol mindenekfelett a népdal ügyét lehet szolgálni majd, a tudomány, a művészet, a pedagógia (bármily szerény) eszközeivel”- írja visszaemlékezésében.
Kálmán Lajos a népies gyökerű a Soli Deo Gloria Református Diákmozgalomban ismerte meg Balla Pétert, akit atyai barátjának tartott haláláig.
Népben, nemzetben gondolkodó egyetemistaként vett részt a népies töltésű értelmiségieknek fórumot teremtő 1940-es évek szárszói tanácskozásain. Titkárként segítette ezeket a konferenciákat, az esti tábortüzeknél Balla Péterrel együtt vezették a zsoltár és népdal énekléseket. Az 1943-44-es „Magyar Élet Konferencián” előadók voltak: Kodolányi János, Erdei Ferenc, Németh László, László Gyula, Balla Péter, Muharay Elemér, Sinka István, Karácsony Sándor, Püski Sándor…. Fiatalként ilyen szellemi nagyságokkal, előadókkal és másokkal fontolgatták a magyarság II. világháború alatti megmaradásának lehetőségeit.
1947-től haláláig Kecskeméten élt. Kodály Zoltán szülővárosában az új magyar zene vidéki központjába, eleven sodrásába került bele iskolai karmesterként. Már ekkor elkezdte a népdalgyűjtést. A népdalgyűjtés stafétabotját a zeneiskola igazgatójától M. Bodon Páltól és Vásárhelyi Zoltántól vette át, új dalok feltárása érdekében kerékpárral járta a Kecskemét és környékének településeit. Kereste az adatközlőket Ágasegyháza, Helvécia, Belsőnyír, Kisfái, Nyárlőrinc, Szentkirály, Városföld, Kunszállás, Jakabszállás településeken, Orgovány-Kargalai részen, a Duna felé eső buckás vidékeken… Vezette a szabadszállási Kiskun Népdalkört.
1964-ben doktorált a szegedi József Attila Tudomány Egyetem Bölcsészettudományi Karán, értekezését Dr. Bálint Sándor egyetemi tanár bírálta. Doktori értekezésének címe: „Kecskemét és környéke néprajzának áttekintése, különös tekintettel a népzenére”. 
Kálmán Lajos 1947-től haláláig a Kecskeméti Tanítóképző Főiskola tanára, tanszékvezetője volt, aki tanítók és óvodapedagógusok százait oktatta, nevelte a zene, a népművészet, ezen belül népdalkincsünk szeretetére. Főállása mellett folyamatosan publikált, a tudományos életben is aktívan részt vett, folyamatosan publikált. Pedagógia tárgyú írásaiban (Kodály Zoltán zenéje az óvodában, A zenei formálás öröme, Vizsgálatok a Kodály-koncepció szerinti óvodai zenei nevelés tartalmi továbbfejlesztésére, Kodály „Kis emberek dalai” c. kötetének népzenei gyökerei) a Kodály-koncepció szerinti óvodai zenei neveléssel és annak továbbfejlesztésével foglalkozott. Haláláig aktívan gyakorolt zongorán és orgonán. Sírjára barátja, Buda Ferenc Kossuth-díjas költő faragott kopjafát.

## Népzenei munkássága

### A népdal-ügy szolgálata
A padláson lim-lomok között kutakodva került kezébe egykori szabadszállási segédlelkész nagyapjának, Kálmán Farkasnak kéziratos dalgyűjteményéből 15-20 lap. Ezeket a dallamokat Kun Lászlónak, a népdalok és a népies műdalok kiadójának és szerzőjének diktálta le Bartók és Kodály gyűjtések megjelenése előtt. A kéziratról és összeállítójáról szüleit kérdezgetve tudta meg, hogy őseink többsége apai és anyai ágon egyaránt dunántúli kálomista papként több vármegyében szolgálta egyházát, hazáját, családját.
Sorszerűnek érezte, találkozásait Kodály muzsikájával, életpéldájával. 1968-ban a Kiskunság a 600 éves Kecskemétet köszöntő számában „Emlékeim, indíttatásaim” című írásában így emlékezett a Tanár úrra: „Műveivel és személyével 1934-ben találkoztam Debrecenben. A „Háry János”- t adták. (…) Ugyanebben az évben éneklő ifjúsági hangverseny is volt a városban. Emlékszem, Kodály arcképével díszített ógörög mintájú cserépjeggyel lehetett belépni az Arany Bika nagytermébe. E ’thessarát’ a mai napig őrzöm, de ennél még sokkal jobban azokat az általam először hallott színeket, akkordokat, amiket Horváth tanár úr tanítóképzősei szólaltattak meg csodálatos tisztasággal, s melyeket, mint zenei ősképeket, legszebb álmaimban és pillanataimban, az idők mélyéből szállóan, immár harmadfél évtizede hallok. (….) A Lónyai Gimnázium énekkarában énekeltük a „Székely keserves”-t. Ezt a művet a Mester énektanárunk, a fülöpszállási kötődésű Faragó József kérésére éppen a mi gimnáziumunk fiú vegyeskara számára komponálta. (….) Egyetemi évei Kodály emlékei között kutatva, legelőszőr arra a néprajzos – népzenekutató társaságra találok rá, amelynek vezető tagjai Vargyas Lajos és Járdányi Pál voltak. Megismerte személyesen a zeneélet más nagyjait, Sugár Rezsőt például, aki később tanította is. A falukutató Márkus István, Majláth Jolán munkássága is formálta szemléletét.
Több, egy-egy terület népdalkincsét átfogóan feldolgozó monográfia – például Vargyas Lajos, Áj falu zenei élete -, példájára Kálmán Lajos először a szabadszállási népdalkincs összegyűjtésére, rendszerezésére, elemzésére gondolt. Elfoglaltsága miatt kecskeméti tanárként mondott le a tervéről.
Kecskemét környékén kezdett gyűjteni, bár tudta, hogy a méretek miatt „monografizálás” jóval nehezebb lesz, mint egy jobban átlátható, egységesebb faluban. Biztatást jelentett Vargyas Lajos Régi Népdalok Kiskunhalasról című, 1954-ben megjelent kötete. Kodály szellemében segítségére voltak hallgatói is. Elénekelték a szüleiktől, rokonságuktól hallott dalokat, hírt hoztak nótafákról, citerás összejövetelekről. Tudta Járdányi Pál- a Magyar Tudományos Akadémia Népzenekutató Csoportjának tudományos munkatársa - , hogy szeretne hozzájárulni az Alföld közepén oly feltűnő népzenei fehér folt eltüntetéséhez. Ezért elküldte Vásárhelyi Zoltán népdalfeljegyzéseinek náluk elhelyezett másolatát. Sok adatközlőjét egy évtized múltán Kálmán Lajos is felkereste. A Kiskunság 1955. III. számában számolt be kerékpáros népdalgyűjtői útjainak tapasztalatairól, a Kecskemét Dalos Könyv kéziratának elkészültéről.
Az 1956 nyarán kiadásra elfogadott, Bárdos Lajos által lektorált, 250 dalt közlő kiadvány megjelentetésétől 1957-ben a szerkesztőség átszervezése, illetve a tervezett táj – sorozat törlése miatt- ennek második darabja lett volna – állt el a Zenemű Kiadó. Sajnos kéziratban maradt  Kálmán Lajos biztatására és szakmai útmutatásaival Rácz Kálmán cimbalomművész által készített (Kálmán Lajos a Forrás 1971. 3. számában búcsúztatta korán elhalt barátját) 100 érdekes cigánydal is.
Kálmán Lajos megannyi értékes publikációjával, előadásával gyarapította a Kárpát-medencei magyarság folklórját. Mindezen elkötelezett életmű betetézéseként 1999-ben jelent meg A Kecskemét környéki népdalkincs kistükre című kötet, melyben 135 népdal került publikálásra. Olsvai Imre népzenekutató a kötet ajánló soraiban azzal indítja az olvasót a megismerés útjára: "Végre a történelmi Aegopolis hangzó hagyománya is hozzáférhető lett. Közkincsé vált."

### Népzenei találkozók
1967 augusztus 17-én, vasárnap délelőtt az országban először gyűltek össze a népművészek, írók, folkloristák, zenetudósok annak bizonyítására, hogy a népdal, a népzene legközvetlenebb, legszórakoztatóbb és legelevenebb módja – Sárosi Bálint szavaival – „az évszázadokkal és messzi tájakkal való közlekedésének”. A városi népművelési felügyelő kezdeményezésére szervezett „Vadkörtefa fehéret virágzik” elnevezésű Kecskeméti Népzenei Találkozó említett tudományos tanácskozásán természetesen Kálmán Lajos fejtette ki felkérésre véleményét arról „amiért összejöttünk”.
Az előkészítő bizottság legtevékenyebb szakértőjeként, a műsorfüzetben olvasható „Népi Hangszerek Kecskemét múltjában és jelenében” című magvas összefoglalójával, a zenei hagyományok továbbéltetéséről elhangzott előadásával, a citerások, nótafák, éneklő csoportok és tudományos szekértők előtt kivívott tekintélyével járult hozzá a második országos találkozó sikeréhez. Az elméleti szempontokat és a gyakorlati követelményeket mindig jó érzékkel összeillesztő kecskeméti népzenekutató meghatározó személyisége volt a további népzenei találkozóknak is.
Az utóbbi csaknem fél évszázadban elképzelhetetlen volt körzeti, járási népzenei találkozó Kálmán Lajos készséges, mércét szabó, ennek elérését tanácsokkal segítő közreműködése nélkül. Számítottak tudására, pedagógiai érzékére, lelkesítő képességére a kórus -, pávakőr minősítések szervezői. Többször részt vett a Duna menti folklór fesztiválok szakmai előkészítésében, értékelésében.
A kecskeméti népzenei találkozókon a kezdetektől, Ungvártól Zentáig, Pozsonytól Kolozsvárig részt vettek határainkon túli, többnyire magyar népi énekesek, hagyományápoló, tradícióélesztő együttesek és népzenekutatók. A találkozó a Kárpát-medencei népzenei élet emblematikus fóruma azóta is.
Kálmán Lajos vetette fel a kecskeméti népzenei találkozók közbülső éveiben megvalósítandó, rejtett közóhajként felmerülő évenkénti találkozások gondolatát, Erdélyben, vagy a Vajdaságban, a Felvidéken, aholis "egymást érintő közös dolgaink elmondására, megvitatására, új együttműködők bekapcsolására lenne lehetőség." "Mi mindig fórumai voltunk és vagyunk a magyar népzene összegzése kompetenciájának, illetékességének - benne a zeneanyanyelvi nevelés ügyének is." A Kárpátmedencei Etnomuzikológusok Klubja révkomáromi, ungvári, torockói találkozói bizonyították az elgondolás szükségességét, életrevalóságát.   

## Egyházzenei munkássága

### A kántorképzés megszervezője és tanára Kecskeméten és az egyházmegyében
Kálmán Lajos ének-zene tanári munkáját az 1947/48-as tanévben kezdte meg a Kecskeméti Református Tanítónőképző Intézetben. Ének-zenét, hangszeres zenét (harmónium, zongora és orgona), karvezetést, és a református kántorképző anyagát tanította. 1948-ban egyházi kérésre elkészítette a „Kántorképző Tanfolyam” anyagát. 1948 őszén el is indult a képzés Kecskeméten, előadó volt Csomasz Tóth Kálmán, Balla Péter és Kálmán Lajos, majd 1949-től, az államosítás után betiltották főiskolán a kántorképzést, de Kovács Bálint és Tóth Endre kecskeméti lelkipásztorok támogatásával egyházi kereteken belül folytatták. Az ateista rémuralom a kántorképzést 1951 és 1956 között még egyházi keretek közt sem engedte. Az 1956-os forradalom kirobbanását követően a megfélemlített emberek ismét járni kezdtek templomba. 1957. őszén a református kántorképzés egyházi kereteken belül megindulhatott Kecskeméten. A tanárok: Kálmán Lajos, Pungur József (aki 1956-tól segédlelkész), Gyülvészi Barnabás (nagykőrösi kántor-lelkész), majd 1958-tól kibővült a tanári kar Pungur Béla segédlelkésszel. 1959-től Pungur József szervezésében Kunszentmiklóson, Baján és Foktőn is indítottak kántorképző tanfolyamot. 1960-tól az állami diktatúra az egyházmegyei kántorképzést ismét megtiltotta. 1986-ban Kecskeméten a Református Gimnáziumban Pungur Béla kántor-lelkész, 1990-től a Kecskeméti Tanítóképző Főiskolán Kálmán Lajos indít újra kántortanfolyamot, aki párhuzamosan ez évtől megbízást kap a Budapesti Református Teológiai Akadémia Levelező Tagozatán Kecskeméten a katechéta hallgatók egyházi ének óráinak megtartására. 1994-ben Kálmán Lajos az egyházmegyei közgyűlésen előterjesztette a Kántorképző tanfolyam tananyagát és vizsgakövetelményeit, hogy a hallgatók kaphassanak úgynevezett „kántori kis-oklevelet”. Az elkövetkező években az egyházmegyei közgyűléseken Kálmán Lajos újra meg újra sürgeti a gyülekezeti éneklés fejlesztését, a kántorképzés kiterjesztését.

### A kecskeméti református énekkar orgonistája
A kecskeméti református gyülekezeti vegyeskar (1969-től Kecskeméti Vég Mihály Énekkar) 1929-ben alakult, Kremán Sámuel Zeneakadémiát végzett karnagy vezetésével. Eredményes együttműködés folyt a Református Tanítóképző Intézet női karával (1947-től karnagya Kálmán Lajos) valamint a Ref. Jogakadémia zenekarával, egészen 1948-ig. A vörös hatalom diktálta kényszerszünet után 1957-től Kálmán Lajos és Pungur József segédlelkész színvonalas énekkart és zenekart is szervezett, majd 1960-tól a politika ismét akadályozta Kálmán Lajos egyházzenei egyházzenei munkáját.

1983-tól újra nagy lendülettel kapcsolódott be a kecskeméti református egyház zenei életébe. Saját szerzeményei rendszeresen elhangzottak a Kecskeméti Református Egyházközség zenés áhítatain, ünnepi istentiszteletein, valamint több megyei, fővárosi és számos határokon túli református templomban is (Erdélyben hét körút volt, Kárpátalján 1991-ben, Délvidéken 1998-ban). Kálmán Lajos a „6. zsoltár” című főművét az énekkarnak és szólistáinak (Molnár Pál – oboa, Kovács Lóránt – cselló) komponálta és ajánlotta.  Az Osváth Viktor Alapítvány kiadásában Kecskeméten szerkesztett és megjelent Zsoltár című református egyházzenei folyóiratban (szerk.: Kovács Lóránt és Molnár Pál) Kálmán Lajos rendszeresen publikált cikkeket. A Zsoltár c. folyóirat országosan is Kecskemétre irányította az egyházzenészek figyelmét.
Alapvető fontosságúnak tartotta a zsoltáréneklés hagyományának visszaállítását, a gyülekezeti éneklés színvonalának emelését, hogy a gyülekezet szívvel-lélekkel énekeljen. A ritkábban énekelt, de dallamában kiemelkedő szépségű zsoltárokat, régi magyar énekeket elkötelezett lelkesedéssel, „varázslattal” tanította, terjesztette. Ezt a célt szolgálták egyházzenei kompozíciói is.

### A hymnológus
Kálmán Lajos tagja volt a Doktorok Kollégiuma Himnológiai Szekciójának (1972-től működik) és a Református Egyházzenészek Munkaközösségének (ReZeM) (1991-től működik). Ezek közgyűlésein, továbbá az országos egyházzenei konferenciákon (Tahi, Kölked), egyházmegyei zsoltáros heteken (Kecskemét-Emmaus ház), kántorok csendes napján, énekkari szeretetvendégségeken rendszeresen előadásokat tartott azzal a sajátossággal, hogy közönségét mindig megénekeltette.

## Kálmán Lajos a református zeneszerző

### Kompozíciónak zenetörténelmi előzményei
Hathatott rá példaképe, J. S. Bach merész disszonanciakezelése, sőt Kodály és Bartók nyomdokain járva merész, de közérthető zenei nyelvet alakított ki, a népzenei és a zsoltáros modalitás dallamvilágából. Kompozícióit mindig füzérekbe (csokrokba) rendezte, dramaturgiai alapon. Gyakran tanította a disszonanciák és konszonanciák használatát, példának hozva: J.S. Bach nagypénteki témájú orgonára írt korálelőjátékait. Ezekben a művekben lépten-nyomon nagyon disszonáns - de az azokat azonnal követő konszonáns hangzások (késleltetés-oldás) váltakoznak megidézve Jézus szenvedéseit. Bach a maga korát messze megelőzte ezeknek modernségét és merészségét illetően, ugyanis az ő barokk kortársai lényegesen kevesebb disszonanciát alkalmaztak zeneműveikben.
Kálmán Lajos Kodály-Bartók-nyomdokain haladva ezeket az eredeti bachi „disszonáns-konszonáns” művészi megoldásokat próbálta tovább fokozni, alkalmazni az ő általa komponált sajátos református egyházi zenéjében. Ha megvizsgáljuk Kodály egyházi kórusműveit a saját egyéb kamarazenei műveivel összehasonlítva, az egyházzeneiek harmóniailag visszafogottabbak, inkább kerülik a merészebb disszonanciákat. Kodály katolikus létére több református használatban levő genfi zsoltárt feldolgozott kórusra, ezekből csupán egy orgona kíséretes: a „114.genfi zsoltár”. Ez a mű lehetett Kálmán Lajos másik követendő mintapéldája: a mű orgona szólamaiban jelenik meg a különböző versszakok szövegeinek illusztráló zenei ábrázolása (pl. a tenger morajlása, a kecskék ugrándozása stb.) Ez az úgynevezett programzenei zeneszerzési elv Hector Berlioz ötlete volt, de elsősorban Liszt Ferenc nevéhez kötik, akinek egész életművét áthatotta ez a zeneszerzői módszer. Kálmán Lajos zsoltárkompozícióit a programzenei hangulatfestés, a harmóniai sokrétűség, a versszakok dramaturgiailag megtervezett hangnemi sokszínűsége teszik különösen figyelemreméltóvá.
A legfontosabb ős-mintakép természetesen Kodály: Psalmus Hungaricus-a, mely a 6. zsoltár című Kálmán-kompozíció kezdő motívumainak is ihletője, a szerző elmondása szerint. De Liszt Faust Szimfóniájának bővített hármasai, sőt a Weinen Klagen gyászzenéjének lefelé haladó kromatikája is ott sejlik e bűnbánati műben a Kálmán Lajos-i ellenirányú, felfelé haladó ellenpont-súrlódásaival ütköztetve és továbbdramatizálva a hangzást.
Bartók Béla zenéjének hatása is rendkívül fontos Kálmán Lajos életművében. Bartók nem írt egyetlenegy egyházi művet sem, viszont írt két „stilizált korált” szimfonikus zenekarra írt műveiben. Nem véletlen, hogy ezek voltak Kálmán Lajos kedvencei. Ezt a két rövid, de annál újszerűbb Bartók-zenét sokszor idézte és játszotta zongorán és valószínűleg ennek hatására alakította ki Kálmán Lajos sajátos harmóniavilágát. A zsoltár-és lelkiének kompozíciót - „csokrait” gyakran hangszeres ritornellekkel köti össze. A ritornelleket is mindig variálja. Ezt a nagy fantáziájú variáló kedvet is Bartók hatásának tekinthetjük. (Lásd például Bartók: 3 rondó népi dallamokra című zongoraművét.)

### Műveinek dramaturgiája
Zeneszerzői munkásságának túlnyomó részét a saját maga által gyűjtött népdaloknak a feldolgozásai adják, összefoglaló címük „A HOMOK ÉNEKEI” Kompozíciók Kecskemét-környék (Aegopolis) népzenei dalanyagára (I-V. kötet). A népdalokat ugyanúgy „csokrosítja”, mint egyházzenei műveiben a ritkán énekelt értékes zsoltárokat és Balla Péter lelki-énekeit. Kálmán Lajos ebben Járdányi Pált követi, aki a népdalcsokrok szerkesztését zeneszerzői feladatnak tekinti: „minden összeállítás, feldolgozás és kompozíció azonosságokat, különbözőséget és fejlesztési irányokat tartalmazzon (lehet dallamban, ritmusban, szövegben és formai szerkezetben is gondolkodni)”. Ez a „csokrosítás”: mellérendelő elv, amelyet nem tud hova tenni a nyugat-európai esztétika. (Lásd: Karácsony Sándor: A magyar észjárás c. könyvét.) A feldolgozott énekeket és azok megfelelő versszakait mindig gondosan válogatja össze és azokat dramaturgiai rendbe állítja. Így jön létre kompozícióinak váza, amelyeknek zenei kidolgozását a feldolgozott ének adott versszak szövegének hangulati alátámasztása határozza meg. A megkomponált hangulatok a kottaképből is kiolvashatók, de fontosnak tartja ezeket hol magyar, hol a megszokott olasz zenei szaknyelven a kottába rögzíteni az előadóknak szánt instrukciókban: ringatva, könyörgés, perlekedés az Istennel, gyötrődve, bánkódva, fanfár, az Isten ereje, induló, halál, kegyelem, győzelem, áldás... A kompozícióinak dramaturgiáját segítő zeneszerzői eszközei: a mindig változatos hangnemterv, az izgalmas modulációk, a hangszeres szólamokban gyakran polifonikus ellenpontok írása, a Cantus firmus-t nem mindig a szoprán, hanem időnként az alt-vagy a basszus szólamba teszi, az unisono kórus szakaszokban a férfiak, nők tutti váltakozása, sziporkázó idézet technika, az orgona szólamának, gazdag, sőt szinte „szimfonikus zenekart idéző” kimunkálása.

### Egyházzenei műveinek jelentősége és pedagógiai célja
Magyar református egyházzenei műveinek „kompozícióinak” harmóniavilága sokkal árnyaltabb, gazdagabb és főként merészebb, mint kortársaié, tanáraié, példaképeié. A modern harmóniákat újszerűen és bátrabban alkalmazta (a 3-astól a 7-es hangzatokig!) mindig a feldolgozott adott ének modális hangnemében.
A szövegből következő lelki folyamatokat, állapotokat nagy művészi erővel, a magyar református egyházzenében még különösen szokatlan módon modern-neomodális harmóniákkal dolgozta fel. Műveinek mindig agitáló jellege van, tettekre serkentő, pozitív, felemelő, katartikus befejezése.
Műveinek gyülekezet-pedagógiai célja, a nagyon ritkán énekelt vagy ismeretlen, de különösen szép zsoltárok és értékes egyházi Balla Péter lelki-énekek megismertetése, megszerettetése. (Művei kivétel nélkül feldolgozások, tehát meglévő dallamokon alapulnak, tehát úgynevezett szabad kompozíciót nem komponált.)

### A zeneszerző, mint előadóművész
Kálmán Lajosról, mint előadóművészről és zeneszerzőről a legfontosabb jellemző az a hihetetlenül kisugárzó átélt és megélt Isten-hit, amely minden rezdülését jellemezte, különösen, ha zongoránál vagy orgonánál ült. A nagy gesztikuláció, hajlongás, fújtatás-szuszogás, a zongorázás közben vezénylő mozdulatok, az ezer százalékos zenei jelenlét és a külvilág teljes kizárása jellemezték sajátosan magával ragadó művészi játékát. Ilyen nagyfokú átszellemültséget és varázslat-élményű hatáskeltést jegyeztek le kortársaik a legnagyobb zeneszerzők: Bach, Beethoven és Liszt orgona- csembaló és zongora játékáról. Saját műveit mindig kotta nélkül játszotta, hangszerkezelése gazdagon árnyalt és változatosan artikulált volt. Átszellemült játékmódja: az Istentől ihletett folyamatos- és transzcendentális mondanivaló zenei-művészi kifejeződése. Kálmán Lajos: Hanghullámokon-Járó-Jézus-Tanítvány”.

### Könyvei, publikációi
- „Az ember alkotásra született” Válogatás Kálmán Lajos munkáiból, 2004. Antológia Kiadó.
- (Ez a könyv tartalmazza Dr. Kálmán Lajos jelentősebb publikációit, előadásainak írott szövegeit Smuta Attila szerkesztésében.)
- Dr. Kálmán Lajos: A Kecskemét környéki népdalkincs kistükre, Kecskeméti füzetek 9.  Kecskemét, 1999.
- Gattyán Ilona- Dr. Kálmán Lajos- Zákányi Bálint:    Minden forrásaim tebenned vannak.
- Magyar református zeneanyanyelvi énekgyűjtemény. 2001. RPI
- Néhány szó Kecskemét hangversenyéletéről, Bács-Kiskun megyei népújság. 1953. nov. 17.
- Cigány népdalok. /Rácz Kálmán gyűjtéséből/, Kiskunság. 1954. 4. sz.
- Népdalgyűjtés Kecskemét környékén, Kiskunság. 1955. 3. sz.
- Kecskemét környéki népdalok. 
  - In.: Népünk hagyományaiból. Bp. Művelt nép. 1955. p.: 132-134
- Népdalgyűjtés Kecskeméten és környékén.
  - In.: Népkutató füzetek. Kecskemét, 1961.
- Kalocsai kertek alatt. Összeállította: Cserey József /lektorálta: Kálmán Lajos/ Városi Tanács Kalocsa, 1964.
- Jöjjenek hát népművészeink!, Kiskunság. 1967. 2. sz. (dec.)
- Emlékeim, indíttatásaim. Kodály Zoltánról, Kiskunság. 1968. 1. sz.
- Népzenénk és a társadalom, Kiskunság. 1968. 2. sz.
- Az etnográfiai szemlélet kialakulásának előzményei és kezdetei Kecskemét múltjában.
  - In.: Kecskemét. Tanulmányok a város múltjáról, jelenéről. Városi Tanács, Kecskemét. 1968. p.: 175-188.
- A népzene felhasználása az iskolában és a népművelésben, Művelődésügyünk. 1969. 2. sz.
- Kinek a kezében van a népdal sorsa?, Forrás. 1970. 6. sz.
- Rácz Kálmán cimbalomművész /1921-1971/, Forrás. 1971. 3. sz.
- Hozzászólás játékfolklórunk – és óvodai adaptációja –néhány fontosabb kérdéséhez.
  - In.: Óvónők II. Nyári Akadémiája. 1973. Tanulmányok 3. Kecskeméti Óvónőképző Intézet 1974. p.: 42-57.
- Kodály zenéje az óvodában.
  - In.: Óvónők II. Nyári Akadémiája. 1973. Tanulmányok 3. Kecskeméti Óvónőképző Intézet 1974. p.: 156-179.
- Bakonyi dalok. /Recenzió/, Ének –zene tanítás. 1979. 3. sz.
- A zenei formálás öröme.
  - In.: Óvodapedagógiai Nyári Egyetem. 8. Kecskemét, 1981. p.: 102-124.
- Vizsgálatok a Kodály – koncepció szerinti óvodai zenei nevelés tartalmi továbbfejlesztésére.
  - In.: Óvodapedagógiai Nyári Egyetem. 9. Kecskemét, 1982. p.: 237-275.
- Kodály „Kis emberek dalai” című kötetének népzenei gyökerei.
  - In.: Kodály Szemináriumok. Bp. Tankönyvkiadó, 1982. p.: 92-110.
- Nemzeti „Himnusz”–unk eredete.  In.: A magyar kultúra napja „93. Kecskeméti Tanítóképző Főiskola 1993. p.:7-20.
- Himnuszunk szövegének és zenéjének forrásvidékéről In.: Nemzetközi anyanyelvi konferencia. Kecskemét, 1993.
- Tisztelet a zeneiskolának.  In.: A kecskeméti zeneiskola jubileumi évkönyve. 1894-1994. Kecskemét. 1994. p.: 23-25
- Egy népzene kutató Balla Péter életművének tanulságai, Zeneszó, 1998. 11. sz.
- A Kecskemét környéki népdalkincs kistükre, Kecskeméti Lapok Kft. Kecskemét, 1999.
- Lobogó zászlónk.: A zsoltár, Zsoltár. 1994. III. sz.
- Népzenei vonások a protestáns éneklésben, Zsoltár. 1994. XII. sz.
- Pár szó, Zsoltár. 1996. III. sz.
- Énekeskönyveink esélyei, Zsoltár. 1996. XII. sz.
- Zeneanyanyelvi klasszika, vagy pedig a további folyamatos értékcsökkenés?, Zsoltár. 1996. XII. sz.
- Énekügyünkről. Az aktuális Balla Péter, Lelkészegyesület.
- Énekeskönyvünk, mint népzene-(=zeneanyanyelv-) tan. Példatár, Lelkészegyesület
- Religiózus énekeink zeneanyanyelvi morfológiája,Református Egyház. 1998. dec.
- A soltvadkerti közgyűlésen előadott Ének – zeneügyi jelentéshez kiegészítések, Kecskemét. Ref. Egyház. Jegyzőkönyv. 1997. április 8-9.
- Serkenj fel már mély álmodból ….dallamszerző: Kálmán Lajos. 
  - In.: Ó és Új 111 ének a magyar református gyülekezetek használatára. 1995.
- Zeneanyanyelv védelem a református egyházban. Kodály – Ádám útján, ReZem. 1993.
- A református konvent énekügyi titkára Balla Péter (1908-1984). Társszer: Havas Gábor, Confesio. 1985. III. 78-86 p.
- A „Contemporary Revival” – stílus jelentkezése a protestáns egyházi éneklésben – Balla Péter énekei nyomán, Zsoltár. 1994. XII. sz.
  - In.: Országos Népzenei Találkozó. Kecskemét, 1994. Városi Tanács.
- Egy népzenekutató. Balla Péter életművének tanulságai, Zene – Szó. 1998. X. sz.
- Zenei közelítés a Természethez. 
  - In.: Óvodapedagógiai Nyári Egyetem. Kecskemét 1994. Június 20.
- Zeneanyanyelvi „kondicionáltság”a református egyház közéneklési gyakorlatában – az utóbbi 80-100 év folyamán.
  - In.: Népzenei Találkozó Torockó 1997. okt. 24-25.
- A népzene minden korszakban tovább él?, Kecskeméti Lapok. 1996. szept. 05.
- A népzenéről határok nélkül, Petőfi Népe. 1998. 1
- Törzsök Béla: Tulipánfa / lektorálta: Dr. Kálmán Lajos/, Megyei Pedagógiai Intézet, Szolnok 1998.
- A Kecskemét környéki népzenekutatás tartalma, jövőbeli feladatai, Városi Tanács Kecskemét. 1975. szept. 05.
- Népi hangszerek Kecskemét múltjában és jelenében, II. Kecskeméti Népzenei Találkozó 1969.2.sz.121-127.o.